# Ivan Hašek
Ivan Hašek (ur. 6 września 1963 w Městcu Králové) – czeski piłkarz, obecnie trener piłkarski. Grał dla Czechosłowacji, dla której rozegrał 55 meczów i strzelił 5 goli. Jest prezesem Czeskomorawskiego Związku Piłki Nożnej. W 2024 roku objął posadę trenera reprezentacji Czech.
Był uczestnikiem Mistrzostw Świata w 1990.

## Osobiste
Hašek jest z wykształcenia prawnikiem.

## Osiągnięcia

### Indywidualne
- Czechosłowacja – Gracz roku (1987, 1988)[2]